# Виділення
Ви́ділення (екскреція) — процеси, які утворюються в ході обміну речовин в клітинах тіла при розщепленні органічних енерговмісних речовин. Цю функцію виконують як спеціалізовані видільні органи, так і інші органи чи системи, для яких видільна функція може бути побічною, другорядною.
Сечостатева система, або сечостатевий апарат, включає дві різні за функціями системи органів — статеві органи і органи виділення. Органи виділення забезпечують сечоутворення та сечовиведення. Статеві органи забезпечують функцію розмноження. Обидві системи зв'язані між собою за розвитком і топографічної.

## Системи

### Сечова
Більша частина продуктів обміну речовин видаляється із організму органами виділення, до складу яких відносяться нирки, сечоводи, сечовий міхур та сечівник. У нирках сеча утворюється. Сечоводи транспортують утворену сечу до сечового міхура, у якому вона накопичується (резервуар). По сечівнику сеча періодично виводиться із сечового міхура назовні. Нирки, виділяючи продукти обміну, підтримують сталість складу крові та внутрішнього середовища в цілому, зокрема їх іонного складу. Крім цього нирки беруть участь в процесах регуляції рівня артеріального тиску. До додаткових органів виділення відносяться шкіра (у вигляді поту виділяються продукти обміну та деякі солі), легені (вуглекислий газ, вода, леткі продукти обміну), кишечник (солі).
Нирка (лат. ren) має масу близько 120—200 г, довжину 10-12 см, ширину — 6-5 см і товщину 4 см. Звичайно права нирка дещо менша від лівої. Нирки розташовані позаочеревинно. Права нирка на рівні 12 грудного (верхня межа) і 3 поперекового (нижня межа) хребців. Ліва — на рівні нижньої половини 11 грудного — 2 поперекового хребців. Тобто права нирка на 1/2 хребця лежить нижче від лівої. Ззаду нирки прилягають до поперекової частини діафрагми, поперекового і квадратного м'язів попереку (ця поверхня нирки пласкіша, а передня — опукла). Спереду — до правої нирки прилягають: права частка печінки, вигин ободової кишки. До лівої — шлунок, хвіст підшлункової залози, селезінка. Зверху на нирках розташовані наднирники. Нирка вкрита власною оболонкою — фіброзна капсула (сполучна тканина), у якій багато міоцитів і еластичних волокон. Капсула прилягає до нирки, але з речовиною нирки зрощена слабко і може легко відділятися. На передній поверхні нирки капсула нерідко зростається з очеревиною.
Навколо нирки знаходиться скупчення жирової тканини — жирова капсула та ниркова фасція. Жирова капсула прилягає до фіброзної капсули і більше виражена на задньому боці. Ниркова фасція (продовження поперечної фасції живота) охоплює жирову капсулу і має два листки — передниркову і позадниркову пластинки. Спереду, поверх передниркової фасціальної пластинки, нирка вкрита очеревиною. Оболонки нирки разом з нирковими судинами є фіксуючим апаратом нирки. Іноді може спостерігатися послаблення фіксуючого апарату нирки і вона зміщується у бік тазу. Таку нирку називають блукаючою.
Нирка має бобоподібну форму. Увігнутим краєм нирки звернені до хребта — це ворота нирки. Крізь ворота нирки проходять ниркова артерія, ниркова вена, лімфатичні судини, нерви у вигляді сплетення, яке супроводжує ниркову артерію і сечовід.
Ворота нирки продовжуються у оточену речовиною нирки заглибину — ниркову пазуху. У нирковій пазусі розташовані судини, нерви, ниркова миска (лаханка) та великі і малі ниркові чашки. Все це оточене жировою клітковиною. Малих чашок 8-12 (7-8) — короткі широкі трубочки. Вони охоплюють одним кінцем ниркові сосочки (лат. papilla renalis), протилежним відкриваються у велику чашку. Великі чашки (їх 2-3) зливаючись утворюють лійкоподібну ниркову лаханку, яка переходить у сечовід.
Стінка чашок і лаханки побудована із слизової оболонки, шару міоцитів і шару сполучної тканини — адвентиція.
Речовина нирки (паренхіма) має два шари: корковий і мозковий (пірамідальний). Корковий шар (жовтуватого кольору) розташовується суцільним шаром по периферії нирки і дає відростки до мозкової речовини — ниркові стовпи. Мозкова речовина (має червоніший колір) розташована всередині, має форму пірамід (їх 7-10), верхівки яких звернені до воріт нирки. Верхівки 2-3 пірамід сполучені між собою і утворюють сосочок, який виступає у малу чашку. На вершині кожного сосочка відкривається від 10 до 20 (іноді і більше) сосочкових отворів. Одна піраміда з прилягаючою ділянкою коркової речовини утворює одну ниркову частку. Тобто, нирка має часткову будову, хоча зовні у людини це не проявляється. У дитини нирка має часткову форму.
Речовина нирки складається із сполучнотканинної основи, сечових канальців, кровоносних та лімфатичних судин і нервів. Сполучнотканинна основа представлена ретикулярною тканиною. Сечові канальці складають більшу частину речовини нирки. Це трубочки різної форми і діаметра. Вони об'єднані в структурно-функціональні одиниці нирки нефрони. Стінки канальців складаються із клітин ниркового епітелію різноманітної форми. У нирці налічується близько 1 млн нефронів. Довжина канальців одного нефрона дорівнює 35-50 мм, а усіх нефронів — близько 100 км.
Кожний нефрон має: капсулу клубочка (капсула Шумлянського-Боумена), проксимальний звивистий каналець, петлю Генле, дистальний звивистий каналець, який впадає у збирну трубочку. Кілька збирних трубочок зливаючись, утворюють сосочковий канал. Він відкривається невеликим отвором на сосочку у малу ниркову чашку. На сосочку є багато отворів. Більша частина нефронів (майже 4/5) розташована у корковому шарі (звідси корковий нефрон), менша — у мозковому, це юкстамедулярні нефрони (juxta — біля, поряд; medulla — мозковий).
Капсула клубочка нагадує за формою чашу, стінка якої складається із двох листків, що утворюють щілиноподібний простір. Всередині капсули знаходиться клубочок (glomerulus) кровоносних капілярів. Клубочок і капсулу разом називають — нирковим тільцем (лат. corpusculum renis). Вони є лише у корковому шарі нирки. Простір капсули відділений від просвіту капілярів двома шарами клітин — фенестровими капілярами та зрослими з ними епітеліальними клітинами внутрішнього листка капсули — подоцитами
(великі клітини неправильної форми з кількома широкими відростками (цитотрабекули), від яких відходить багато дрібних відростків (цитоподії).
Кровоносна система нирки починається нирковою артерією (парні артерії, відходять від черевного відділу аорти). Увійшовши до нирки артерія поділяється на сегментарні, які проходять між нирковими пірамідами до їх основи. Це міжчасткові артерії. Ідуть вони у ниркових стовпах. В основі піраміди міжчасткові артерії поділяються на дві гілочки, які, розходячись, ідуть вздовж основи двох сусідніх пірамід по межі між корковою і мозковою речовиною. Вони називаються дуговими артеріями.
Від дугових артерій у напрямі до поверхні нирки відходять численні гілочки — міжчасточкові артерії, а від них ідуть короткі бічні гілочки. Ці, найменші артерії в нирці (артеріоли), називаються приносними артеріями (vas afferens), вони входять до капсули і утворюють (раптово розгалужуючись) клубочок капілярів (мальпігіїв клубочок). Артеріальні капіляри клубочка знову збираються в одну артерійку, яка виносить з нього кров і називається виносною артерією (vas efferens), діаметр якої менший від приносної. Внаслідок різниці діаметрів у клубочку виникає гідростатичний тиск, що робить можливим фільтрацію плазми крові і утворення первинної сечі.
Вийшовши із капсули виносна судина утворює другу сітку капілярів, яка оточує ниркові канальці, забезпечуюючи відсмоктування (реабсорбцію) необхідних організмові продуктів з утворенням вторинної сечі та перетворення артеріальної крові у венозну. Таке повторне галуження капілярів називають чудова сітка (rete mirabile).
Далі капіляри збираються у венули, вени, які впадають у ниркову вену, що іде до нижньої порожнистої вени.
Від виносних кровоносних судин юкстамедулярних нефронів, а також від початкових відділів міжчасточкових і дугових артерій відходять прямі артеріоли мозкової речовини, які забезпечують її кровопостачання. Тобто мозкова речовина живиться не позбавленою шлаків кров'ю.
У юкстамедулярних нефронів приносна і виносна судини капсули мають однаковий діаметр і виносна не утворює вторинної сітки капілярів. Отже такі нефрони не беруть участі в утворенні сечі.
Утворена завдяки реабсорбції у канальцях нирки вторинна сеча по збирних трубочках, малих та великих чашках відтікає крізь лаханку (миску) у сечовід і далі у сечовий міхур. Ниркова миска подібна до сплюснутої лійки. Звужена її частина обернена вниз і медіально переходить у сечовід. Стінка миски вкрита зсередини слизовою оболонкою, зовні лежить м'язовий шар і, нарешті — адвентиція. Нирки, крім виділення, відіграють важливу роль як залоза внутрішньої секреції. Зона переходу петлі Генле у дистальний звивистий каналець розташовується між приносною і виносною судинами. Тут у стінці канальця виявляється велике скупчення ядер, а базальна мембрана відсутня. Ця ділянка дистального відділу називається щільною плямою. В стінках приносної і виносної судин, які прилягають до щільної плями, під ендотеліоцитами знаходяться особливі збагачені гранулами юкстагломерулярні клітини, які виробляють ренін (регуляція кров'яного тиску) та нирковий еритропоетичний фактор (стимулює еритроцитопоез).
Сечоводи (лат. ureter) — трубки довжиною близько 30-35 см, діаметром від 3 до 9 мм. Вийшовши із лаханки сечовід позаочеревинно спускається вниз, проходить спереду по клубових артеріях на рівні тазової пограничної лінії і переходить у малий таз. У малому тазі сечовід досягає нижнього відділу сечового міхура, косо пронизує його стінку і відкривається у порожнину міхура.
У сечоводі виділяють 3 частини: черевну, тазову і внутрішньостінну. Черевна частина сечоводу задньою поверхнею торкається поперекового м'яза. Медіально від черевної частини правого сечоводу розташована нижня порожниста вена, латеральніше — висхідна ободова і сліпа кишки. Медіальніше лівого сечоводу лежить черевна аорта, а латеральніше — низхідна ободова кишка.
Тазова частина сечоводу спочатку знаходиться на стінці малого тазу, потім відходить від неї у передньолатеральному напрямі. Перед впаданням у сечовий міхур сечовід у чоловіків перехрещується з сім'явивідною протокою, а у жінок проходить поблизу шийки матки і вагіни і перехрещується з матковою артерією.
Внутрішньостінною частиною сечоводу називають невелику кінцеву частину сечоводу, яка розташована в стінці сечового міхура.
Стінка сечоводу складається з 3-х оболонок: внутрішньої слизової оболонки з підслизовим шаром, середньої — м'язової оболонки і зовнішньої — адвентиціальної. Слизова оболонка вистелена епітелієм, містить слизові залозки і утворює поздовжні складки. М'язева оболонка представлена 3-ма шарами гладеньких м'язів, скорочення яких сприяє просуванню сечі до міхура і перешкоджає зворотному потоку. Адвентиціальна оболонка складається із сполучної тканини. Очеревина вкриває сечоводи лише спереду.
Сечовий міхур — порожнистий орган, форма якого залежить від наповнення сечею: порожний він сплющений, наповнений — грушеподібний чи яйцеподібний. Місткість у дорослої людини коливається в межах 500—700 мл. Розташований в порожнині малого тазу, спереду його розташований відділений пухкою клітковиною лобковий симфіз, а позаду розташовані матка і частина вагіни у жінок, пряма кишка і сім'яні міхурці у чоловіків.
У сечовому міхурі розрізняють верхівку, тіло і дно з шийкою. Верхівка міхура звернена догори і трохи вперед; при сильному наповненні міхура вона піднімається над рівнем лобкового сполучення і прилягає до передньої черевної стінки. Тіло міхура — середня більша його частина — має передню, задню і дві бічні поверхні. Дно міхура звернене вниз і назад і, звужуючись, переходить у шийку міхура. Під дном міхура у чоловіків знаходиться простата, а у жінок — сечостатева діафрагма — закриває проміжок між гілками лобкових і сідничних кісток. Її основу складають парний глибокий поперечний м'яз промежини і м'яз сфінктер.
Стінка сечового міхура складається із внутрішньої — слизової оболонки (вкрита перехідним епітелієм) з підслизовою основою, середньої — м'язової і зовнішньої — серозної (частково) і адвентиціальної оболонок. Слизова оболонка утворює численні складки, які розрівнюються з наповненням міхура.
На дні сечового міхура є ділянка трикутної форми — трикутник міхура, у якої не виражена підслизова основа і слизова оболонка не утворює складок. На вершинах трикутника розташовані отвори: правий і лівий — сечоводів, внутрішній — отвір сечівника. У стінці міхура є багато рецепторів, які сприймають внутрішньоміхуровий тиск, забезпечуючи рефлекторне випорожнення міхура.
М'язова оболонка складається із гладеньких м'язів у 3 шари: 2 поздовжніх (зовнішній і внутрішній) і 1 спіральний (середній; найпотужніший). У районі шийки навколо внутрішнього отвору сечівника м'язові волокна цього шару утворюють сфінктер (мимовільний). Другий (вольовий) сфінктер належить до м'язів діафрагми таза. Серозна оболонка — очеревина вкриває тіло і верхівку міхура лише ззаду, решта міхура вкрита адвентиціальною (сполучнотканинною) оболонкою.
Сечівник (лат. urethra) різний у жінок і чоловіків. Жіноча уретра має форму трубки довжиною 3-3,5 см, розташована спереду від вагіни. Канал розпочинається своїм внутрішнім отвором у районі шийки сечового міхура, проходить назад і вниз від лобкового симфізу і відкривається зовнішнім отвором у вагінальному переддверї. На своєму шляху канал пронизує сечостатеву діафрагму, де він оточений м'язом — сфінктером сечівника (це довільний сфінктер). Чоловіча уретра має форму зігнутої трубки довжиною 18-23 см і є одночасно каналом виведення сечі і сім'яної рідини. Від міхура він проходить: крізь простату, сечостатеву діафрагму і губчасте тіло пеніса, на голівці якого відкривається зовнішнім отвором. У зв'язку з цим у каналі виділяють простатну, перетинчасту і губчасту частини. Простатна має довжину близько 2,5 см. Це найширша частина каналу. Сюди відкриваються протоки простати і сім'явиносні протоки. Перетинчаста частина найвужча, її довжина близько 1 см, вона оточена сфінктером. Губчаста — найдовша (15-20 см).
Іннервація нирки: гілки ниркового і черевного сплетень. Сечовід: гілки ниркового сплетення (черевна частина), сечовідного сплетення і внутрішньоносні тазові нерви (тазова частина сечовода). Сечовий міхур: гілки верхнього і нижнього підчеревних сплетень. Кровопостачання: сечовід — гілки ниркових і яєчкових (яєчникових) артерій. Сечовий міхур: гілки внутрішньої клубової артерії.